# Адольские
Адольские (Одольские) — русские живописцы и иконописцы конца XVII - первой половины XVIII века, работавшие в т.ч. при императорском дворе:
- Иван (Николаевич ?) Адольский (большой) (умер после 1728 года) учился в Оружейной палате с 1681 года. В 1710 году в Москве писал портреты Петра I и князя Меншикова. С 1712 года учил рисованию «гравировального дела» в школе при петербургской типографии, после закрытия которой в 1727 году, вновь работал в Москве — при синодальной конторе. В 1727 году Иван выполнил портрет австрийской императрицы (тёти императора Петра II по матери). С июля 1728 года — в Москве и известия о нём прекратились.
- Григорий (Николаевич ?) Адольский (умер после 1725 года) — иконописец и орнаментальный живописец, служивший в Оружейной палате (с 13 октября 1681 года). С 1694 года имел звание «жалованного живописца», под наблюдением Ивана Салтанова писал картины батального жанра для резиденции Петра I. В конце 1702 года ему было поручено расписать 7 знамён для Преображенского и Семёновского полков. В 1706 году ему было поручено написать пейзажи с библейскими притчами для палат А.Д. Меньшикова. В 1709 году писал аллегорические картины в честь победы в Полтавской битве. Кроме Москвы работал в Петербурге — в царских домах — с Осипом Калугиным и Максимом Вировским; написал портрет Петра I для Синода. Указом Московской Синодальной Канцелярии 30 октября 1724 года был назначен, в качестве  живописцем 1-й степени, для осмотра, свидетельства и исправления живописных работ, доставлявшихся в "Изографскую контору". 1 февраля 1725 года ему была поручена, вместе с Иваном Адольским, постройка походной церкви для крещеных калмыков[1].
- Иван Адольский (меньшой) (умер после 1745 года) — сын Григория Адольского. Писал иконы для храмов Санкт-Петербурга и Петергофа; снимал копии с портретов, находившихся во дворцах. В 1706 году был отправлен, вместо отца, из Московской Оружейной палаты в Нарву для иконописных и живописных работ. Вместе с Аф. Семеновым в марте 1731 года был послан в Рязань (тогда еще Переяславль Рязанский) для исполнения "живописным мастерством св. икон круг столбов в иконостасах соборной церкви" за 450руб[1]. В мае 1732 года написал царские, северные и южные врата, 6 местных икон и три Деисуса для иконостаса походной церкви лейб-гвардии Измайловского полка. Также написал иконы "Архангел Гавриил" и "Архангел Михаил" для церкви Введенской церкви в Санкт-Петербурге.

- Работы художников
- Г. Адольский. Портрет воеводы И. Е. Власова.
- Иван Адольский. Портрет цесаревны Анны Петровны.
- Иван Адольский. Портрет Петра I.